# Antonis Samarakis
Antonis Samarakis (in greco: Αντώνης Σαμαράκης; Atene, 14 agosto 1919 – Navarino, 8 agosto 2003) è stato uno scrittore greco.

## Biografia
Nato il 14 agosto 1919 ad Atene, si laurea in legge all'Università Nazionale Capodistriana di Atene e viene assunto nel 1935 presso il Ministero del Lavoro, ma lascia l'incarico in seguito all'avvento della dittatura di Ioannis Metaxas.
Durante la Seconda guerra mondiale, partecipa alla resistenza e viene catturato dai nazisti e condannato a morte, ma riesce a fuggire. Terminato il conflitto riprende il suo posto al Ministero e lo conserva fino al 1963.
Esordisce nella narrativa nel 1954 con una raccolta di racconti e successivamente pubblica 3 romanzi, due autobiografie e altre 4 collezioni di storie divenendo uno degli scrittori greci più conosciuti nel mondo tradotto in più di trenta lingue.
Nominato ambasciatore dell'Unicef nel 1989, viene insignito di numerosi premi tra i quali spicca il Grand prix de littérature policière del 1970 per il romanzo distopico Lo sbaglio portato sul grande schermo cinque anni più tardi.
Muore a Navarino l'8 agosto 2003, sei giorni prima del suo 84º compleanno.

## Opere

### Racconti
- Ζητείται ελπίς (1954)
- Αρνούμαι (1961)
- Το διαβατήριο (1973)
- Η κόντρα (1992)

### Romanzi
- Σήμα κινδύνου (1959)
- Το λάθος (Lo sbaglio) (1965)[7][8]
- Εν ονόματι (1998)

### Biografici
- Γραφείον ιδεών (1962)
- Αυτοβιογραφία 1919- (1996)

## Filmografia parziale
- La smagliatura (Der dritte Grad), regia di Peter Fleischmann (1975), con Ugo Tognazzi e Michel Piccoli. Soggetto tratto dal romanzo Lo sbaglio.

## Premi e riconoscimenti
- Grand prix de littérature policière: 1970 per Lo sbaglio